# غاقة البيرو
غاقة البيرو (الاسم العلمي: Leucocarbo bougainvilliorum)، نوع من الغاقيات الموجودة على ساحل المحيط الهادئ في البيرو وشمال تشيلي. (يبدو أن طائر غاقة البيرو في الأرجنتين على ساحل المحيط الأطلسي باتاغون قد انقرض.) بعد تكاثره ينتشر جنوبًا إلى الأجزاء الجنوبية من تشيلي ومن الشمال إلى الإكوادور، وقد تم تسجيله أيضًا في أقصى الشمال مثل بنما وكولومبيا - وربما كان ذلك نتيجة للانتشار الجماعي بسبب لنقص الغذاء في سنوات إل نينيو. وتشمل الموائله الرئيسية مياه البحر الضحلة والشواطئ الصخرية.